# 네트워크 이론
네트워크 이론(Network theory) 또는 네트워크 과학(Network science)은 수학, 전산학, 물리학 분야에서 주로 다루는 이론으로, 수학의 그래프 이론에서 비롯하였다. 현재 전산학, 물리학, 생물학, 경제학, 사회학 분야에 널리 적용된다. 네트워크 이론의 모태인 그래프 이론은 꼭짓점과 그 꼭짓점을 잇는 변으로 이루어진 그래프를 수학적으로 연구하는 이론으로, 수학, 물리학, 전산학 분야에서 널리 연구되었다. 월드와이드웹, 인터넷, 단백질 상호작용 네트워크, 사회 네트워크 등이 일정한 성질을 가지는 복잡계 네트워크를 이룬다는 사실이 알려진 이후로, 물리학, 생물학, 경제학, 사회학 등 여러 분야에 복잡계 네트워크 이론이 활발히 적용되고 있다.
네트워크는 점(vertex, node)과 연결선(edge, link)들로 이루어진 집합을 의미한다. 특히 연결선들이 들어오고 나오는 방향이 있는 경우 방향성 네트워크라고 하고, 각 연결선들에 가중치가 부여된 경우 가중치 네트워크라고 한다.

## 같이 보기
- 복잡계
- 사회 네트워크
- 버러바시 얼베르트 라슬로
- 한국복잡계학회(KACS)
- 네이트 실버